# Lochkamera
Eine Lochkamera ist eine einfache Kamera. Licht, welches durch eine kleine Öffnung (das Loch) in einen sonst lichtdichten und verhältnismäßig kleinen schachtelförmigen Hohlkörper fällt, ergibt auf dessen Rückseite ein auf dem Kopf stehendes und seitenverkehrtes Bild. Weil das Loch meist mit einer Stecknadel gestochen wird, heißt der englische Terminus pinhole camera. Das auf der gegenüberliegenden Innenseite entstehende reelle Bild lässt sich auf lichtempfindlichem Material (Fotopapier oder Film) oder über einen elektronischen Bildwandler (Bildsensor) festhalten. Besteht die Bildseite aus transparentem Material, kann man das Bild von außen betrachten. Technische Anwendungen ergeben sich im Bereich der Röntgenstrahlung, Gammastrahlung sowie von Partikelstrahlung, da hier Lochblenden eine (manchmal die einzige) Möglichkeit darstellen, Abbildungen zu erzeugen. Linsenfreie Lochaugen finden sich in der Natur unter anderem bei den Perlbooten (wasserbewohnende Kopffüßer).
Der Begriff ist deutlich spezieller und jünger als der gelegentlich synonym gebrauchte Begriff camera obscura, mit der sowohl das grundlegende technische Konzept, großdimensionierte und etwa mit Linsen erweiterte komplexere Ausführungen als auch metaphorische Verwendungen bezeichnet werden.

## Funktionsweise

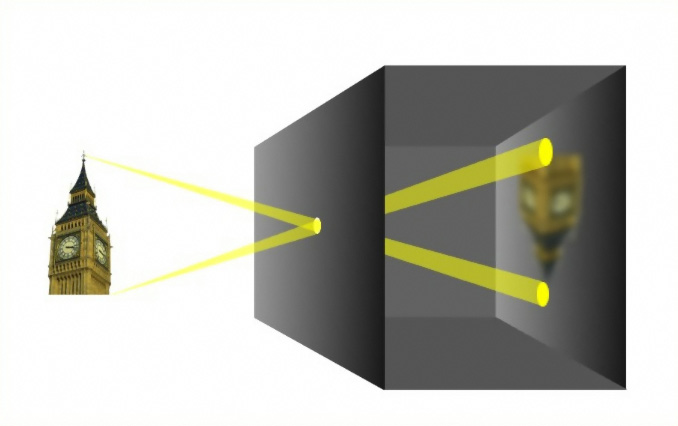
Funktionsweise einer Lochkamera

Das Abbildungsprinzip einer Lochkamera besteht darin, dass durch eine Lochblende nahezu alle Lichtstrahlen, bis auf ein möglichst kleines Bündel in gerader Verbindung zwischen Objekt- und Bildpunkt, ausgeblendet werden. Da im Gegensatz zu einer fokussierenden Kamera mit Objektiv keine weitere Bündelung des Lichts vorgenommen wird, bestimmt allein der Durchmesser der Lochblende die Bildschärfe und die Helligkeit des Bildes. In der Strahlenoptik gilt: Je kleiner die Lochblende, desto schärfer die Abbildung, aber desto geringer die Lichtstärke.
Die Lichtstärke realer Lochkameras ist 10- bis 500-mal kleiner als die von fokussierenden Kameras (damit fangen sie nur 1/100sten bis 1/250.000sten Teil des Lichts ein), die Schärfentiefe ist dadurch aber um den Faktor 10 bis 500 größer. Allerdings ist diese Schärfentiefe nur in seltenen Fällen nutzbar, da sie unmittelbar hinter der Lochblende beginnt (was man selten braucht) und das Bild nirgends wirklich scharf ist.
Mathematisch ist das Bild das Ergebnis einer Faltung aus idealer Abbildung des Gegenstands in der Fläche der Lochblende.

## Geometrische Abbildungseigenschaften einer Lochkamera

### Zerstreuungskreise

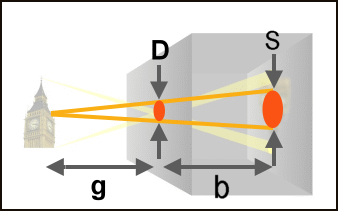
Abbildungsgeometrie einer Lochkamera

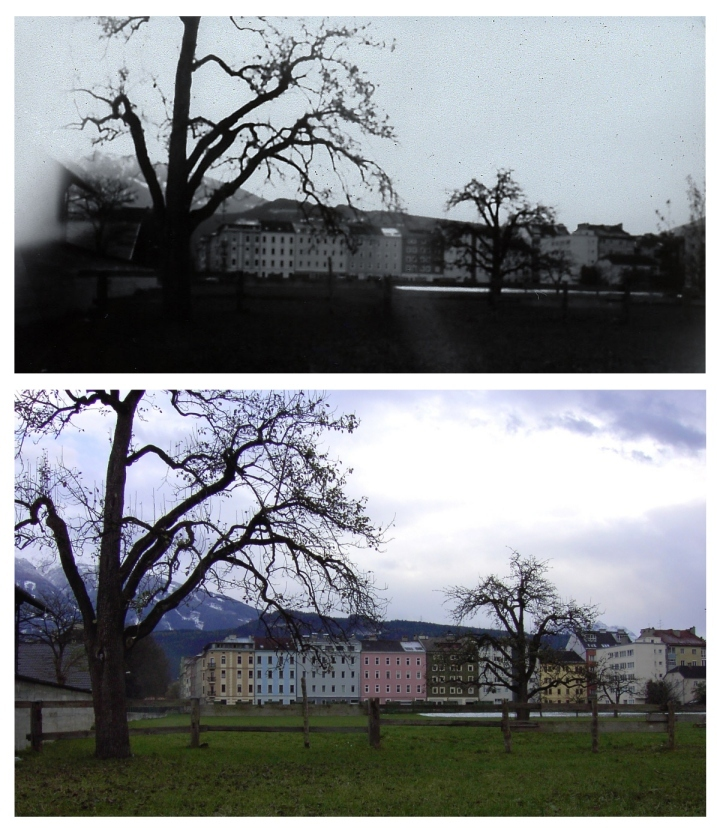
Vergleich: Foto einer Häuserzeile mit Lochkamera (Schwarzweißaufnahme auf Filmmaterial) und Linsenkamera (Farbaufnahme auf Halbleitersensor)

Je kleiner der Lochdurchmesser D und je größer die Gegenstandsweite g des abzubildenden Objekts zum Loch ist, desto kleiner sind die Durchmesser der Zerstreuungskreise S. Aus dem Strahlensatz ergibt sich mit der Bildweite b:
{\displaystyle {\frac {D}{g}}={\frac {S}{g+b}}}
Für den Zerstreuungskreisdurchmesser S folgt daraus also:
{\displaystyle S=D\cdot {\frac {g+b}{g}}}
Für größere Entfernungen g ≫ b geht der hintere Term gegen eins, und der Ausdruck vereinfacht sich dann zu:
{\displaystyle S\approx D}
Um ein hinreichend scharfes Bild zu erhalten, darf der Zerstreuungskreisdurchmesser eine gewisse Größe nicht überschreiten (siehe Schärfentiefe). Der genaue Wert dieses maximal zulässigen Zerstreuungskreisdurchmessers ist abhängig von der anschließenden Vergrößerung des Bildes und vom Betrachtungsabstand. In der fotografischen Praxis geht man oft von einem Zerstreuungskreisdurchmesser dF / 1500 aus (dF entspricht dabei der diagonalen Ausdehnung des Aufnahmeformates). Dieser Wert ist allerdings nur für metergroße Lochkameras näherungsweise erreichbar, kleinere Lochkameras weisen nur eine geringe maximal mögliche Schärfe auf.
Die Beugung von Licht bewirkt eine untere sinnvolle Grenze für den Lochdurchmesser D, unterhalb der das Zerstreuungskreisscheibchen wieder größer wird. Dieser ist für rotes Licht etwas größer als für blaues Licht.

### Bildgröße
Bezeichnet G die Gegenstandshöhe (tatsächliche Größe des betrachteten Gegenstandes), g die Gegenstandsweite (Abstand des Gegenstandes von der Lochscheibe), b die Bildweite (Abstand von der Lochscheibe zur Mattscheibe) und B die Bildhöhe (Höhe des erzeugten Bildes auf der Mattscheibe), so gilt:
{\displaystyle {\frac {B}{b}}={\frac {G}{g}}}
Diese Gleichung ist aus der Geometrie als Strahlensatz bekannt. Die Bildgröße hängt also nur von den Abständen ab, nicht jedoch von der Blendengröße beziehungsweise Lochgröße.
Anmerkung: Die Begriffe Gegenstandsweite und Bildweite dürfen nicht immer mit den entsprechenden Begriffen in der geometrischen Optik gleichgesetzt werden. Dort beziehen sich die Abstände jeweils auf die Position der Hauptebenen und nicht auf die Position der Blende. Der Begriff Bildweite bezieht sich zudem auf den Bereich, in dem die Zerstreuungskreise minimal werden, und dieser Bereich ist bei einer Lochkamera nicht vorhanden beziehungsweise fällt mit dem abzubildenden Objektpunkt selbst zusammen.

### Effektive Lichtstärke
Obwohl ein Loch (im Gegensatz zu einem Objektiv) keine Brennweite hat, weist eine Lochkamera eine mit der Brennweite vergleichbare Bildweite auf, die auch die Abbildungsgröße festlegt.
Aus dieser Bildweite kann man die effektive Lichtstärke Leff = D / b berechnen.

## Lochkameras in der Natur

Spalten im Korbgeflecht erzeugen Sonnenbildchen an der Wand

Im Alltag beobachtet man manchmal zufällige Abbildungen an Öffnungen, die geometrisch der Lochkamera entsprechen. Bekannt sind die Sonnenkringel (Sonnentaler), die man bei Sonnenschein unter Bäumen oder am Waldboden beobachten kann. Die Zwischenräume in dichtem Blattwerk fungieren als viele Lochblenden und bilden die Sonnenscheibe als verschwommene Kreisscheiben ab. Wer den Grund dafür nicht kennt, ist dann sehr überrascht, dass sie bei einer partiellen Sonnenfinsternis als „Halbmöndchen“ erscheinen.
Das Bild rechts zeigt einen Korbstuhl, der seitlich von der Sonne beschienen wird und links an der Wand einen Schatten wirft. Die engen Spalten des Korbgeflechts erzeugen Lichtmuster auf der Wand in Form runder Scheibchen einheitlicher Größe. Dabei handelt es sich um Abbilder der kreisförmigen Sonne, nicht etwa um Umrisse des Geflechts.

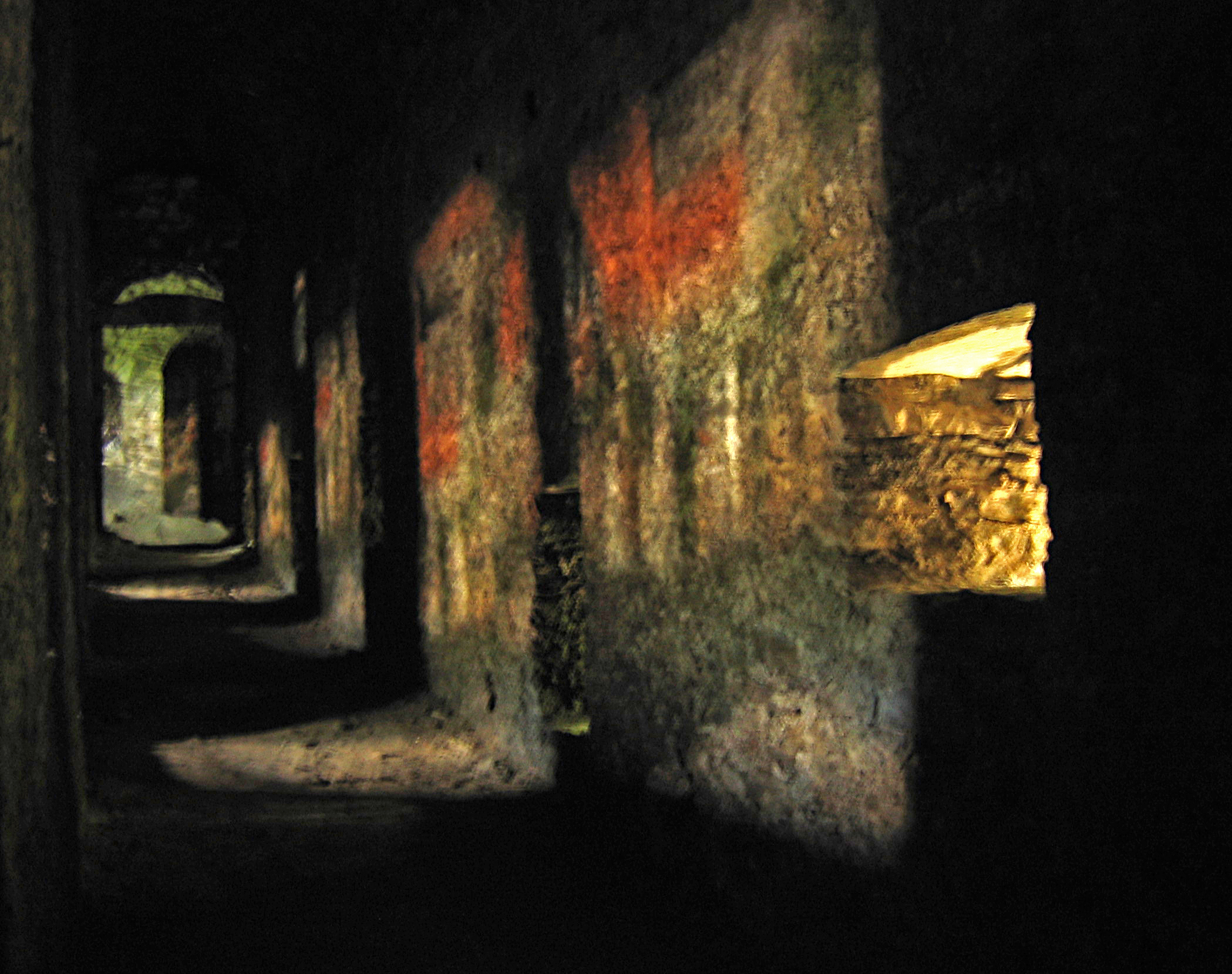
Schießscharten erzeugen Projektionen der Umgebung.

Das Bild links zeigt durch Schießscharten verursachte Projektionen der Umgebung auf eine gegenüberliegende Wand: Man erkennt die roten Dächer der Häuser und die davor stehenden Bäume. Die Projektionen sind etwa 1,50 Meter hoch.
Weiterhin stellen Augen einfacher Lebewesen auch Lochkameras dar (Lochkamera-Auge).

## Lochkameras in der Technik
Im Bereich von Röntgenstrahlung, Gammastrahlung sowie von Partikelstrahlung stellen Lochblenden eine (manchmal die einzige) Möglichkeit dar, um Abbildungen zu erzeugen, da sich für diese Strahlungsarten keine klassischen Linsen herstellen lassen.
Für Röntgenstrahlung gibt es noch die Möglichkeit Spiegeloptiken oder Beugungsgitter zu verwenden, für geladene (monochromatische) Partikel können Elektronenoptiken verwendet werden.
Eine weitere Möglichkeit besteht durch Beleuchtung mit einer punktförmigen Strahlungsquelle (Pinhole auf der Beleuchtungsseite!) oder bei hochenergetischen Teilchen durch Detektion und Auswertung von Trajektorien.
Nachteilig bei Lochkameras ist die geringe Lichtstärke. Für medizinische Röntgenaufnahmen wären sie z. B. völlig ungeeignet.
In der Astronomie werden häufig sogenannte kodierende Blenden verwendet. Die Lichtstärke gegenüber einem Einzelloch wird erhöht, das Auflösungsvermögen nach einer Entfaltung ist höher als das eines Einzellochs. Radioteleskop-Arrays nutzen auch dieses Prinzip.

## Auflösungsgrenze von Lochkameras durch Lichtbeugung

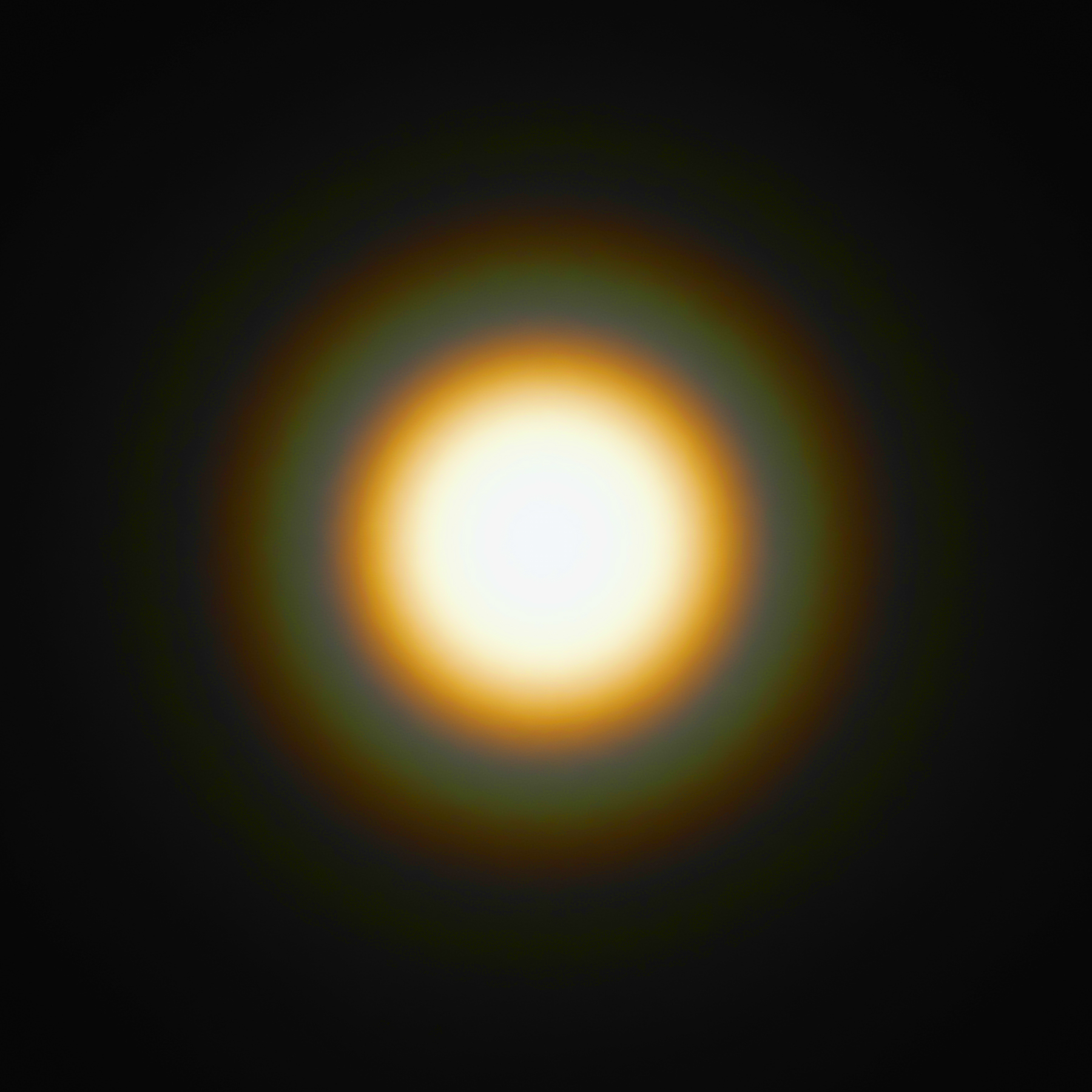
Aufnahme der scharfrandigen Sonne mit einer Lochkamera mit kreisförmiger Lochblende. Kurze Lichtwellenlängen (blau) werden weniger gebeugt als lange Lichtwellenlängen (rot).

Beugungserscheinungen an der Lochblende setzen der klassischen Betrachtungsweise Grenzen. Der Durchmesser S des Unschärfeflecks vergrößert sich dadurch um den Durchmesser ΔS des Beugungsscheibchens. Für diesen gilt vereinfacht:
{\displaystyle \Delta S=c\cdot {\frac {b}{D}}}. Dabei ist c eine lichtwellenabhängige Konstante, die auf den Näherungswert 1 Mikrometer gesetzt werden kann.
Nach der strahlenoptischen Betrachtung nimmt die Größe des Unschärfeflecks linear mit der Blendengröße ab (siehe oben). Die Lichtbeugung zeigt ein umgekehrtes Verhalten: Die Unschärfe verhält sich umgekehrt proportional zum Lochdurchmesser. Der optimale Durchmesser Dopt ist der Wert, für den beide zusammen am kleinsten sind. Die Extremwertsuche  liefert:
{\displaystyle D_{\mathrm {opt} }={\sqrt {c\cdot {\frac {bg}{b+g}}}}}
Für g ≫ b gilt die Näherung: {\displaystyle D_{\mathrm {opt} }\approx {\sqrt {c\cdot b}}}.
Mit c = 1 µm liefert die Formel {\displaystyle D_{\mathrm {opt} }\approx {\sqrt {b}}} den Wert für Dopt in Millimeter, wenn b in Meter eingesetzt wird.
Der optimale Durchmesser ist damit ein wenig kleiner als die innere Zone einer Fresnel-Zonenplatte.
| Bildweite b Länge der Lochkamera | Optimale Blendenöffnung Dopt für weit entfernte Objekte | Größe des Unschärfeflecks S für ∞ entfernte Objekte | Beff = b/D | Bildschärfe bei Bildgröße ({\displaystyle d_{F}:S}) | Bildschärfe bei Bildgröße ({\displaystyle d_{F}:S}) | Bildschärfe bei Bildgröße ({\displaystyle d_{F}:S}) | Bildschärfe bei Bildgröße ({\displaystyle d_{F}:S}) | Bildschärfe bei Bildgröße ({\displaystyle d_{F}:S}) | Belichtungszeit minimal (sec) | Belichtungszeit minimal (sec) | Belichtungszeit minimal (sec) |
| Bildweite b Länge der Lochkamera | Optimale Blendenöffnung Dopt für weit entfernte Objekte | Größe des Unschärfeflecks S für ∞ entfernte Objekte | Beff = b/D | APS-C                                               | KB                                                  | 4"×5"                                               | 8"×10"                                              | A0                                                  | ISO 100                       | ISO 800                       | ISO 6400                      |
| 1 cm                             | 0,1 mm                                                  | 0,2 mm                                              | 100        | 1:133                                               | 1:216                                               | 1:810                                               | 1:1620                                              | 1:7300                                              | 0,4                           | 1/20                          | 1/160                         |
| 4,4 cm                           | 0,21 mm                                                 | 0,42 mm                                             | 210        | 1:63                                                | 1:103                                               | 1:390                                               | 1:780                                               | 1:3500                                              | 1,6 (2)                       | 1/5                           | 1/40                          |
| 7,4 cm                           | 0,27 mm                                                 | 0,54 mm                                             | 270        | 1:49                                                | 1:80                                                | 1:300                                               | 1:600                                               | 1:2700                                              | 3 (4)                         | 0,4                           | 1/20                          |
| 10 cm                            | 0,32 mm                                                 | 0,63 mm                                             | 320        | 1:42                                                | 1:68                                                | 1:260                                               | 1:520                                               | 1:2300                                              | 4 (6)                         | 0,5                           | 1/15                          |
| 21 cm                            | 0,46 mm                                                 | 0,92 mm                                             | 460        | 1:29                                                | 1:47                                                | 1:180                                               | 1:360                                               | 1:1600                                              | 15 (30)                       | 2 (2,5)                       | 1/4                           |
| 1 m                              | 1 mm                                                    | 2 mm                                                | 1000       | 1:13                                                | 1:22                                                | 1:81                                                | 1:162                                               | 1:730                                               | 40 (100)                      | 5 (8)                         | 0,6                           |
| 10 m                             | 3,2 mm                                                  | 6,3 mm                                              | 3200       | 1:4,2                                               | 1:6,8                                               | 1:26                                                | 1:52                                                | 1:230                                               | 400 (1800)                    | 50 (120)                      | 6 (10)                        |

Die „Optimierung“ bezieht sich dabei ausschließlich auf die Bildschärfe. Die effektive Lichtstärke dieser Kameras (abzulesen an der effektiven Blendenzahl Beff) ist sehr gering. Bei Belichtung auf Filmmaterial ist selbst bei hellem Sonnenschein der Schwarzschild-Effekt zu berücksichtigen.
Die Belichtungszeiten beziehen sich auf vollen Sonnenschein
bzw. helle Motive.
In Klammern stehen die Werte mit Schwarzschild-Effekt.
Maximal erreichbare Schärfe:
| Maximal zulässige Vignettierung [Blendenwerte] | Bildweite [mm] bei Bildgröße | Bildweite [mm] bei Bildgröße | Bildweite [mm] bei Bildgröße | Bildweite [mm] bei Bildgröße | Bildweite [mm] bei Bildgröße | Optimale Blendenöffnung [µm] Dopt bei Bildgröße | Optimale Blendenöffnung [µm] Dopt bei Bildgröße | Optimale Blendenöffnung [µm] Dopt bei Bildgröße | Optimale Blendenöffnung [µm] Dopt bei Bildgröße | Optimale Blendenöffnung [µm] Dopt bei Bildgröße | Bildschärfe bei Bildgröße | Bildschärfe bei Bildgröße | Bildschärfe bei Bildgröße | Bildschärfe bei Bildgröße | Bildschärfe bei Bildgröße |
| ---------------------------------------------- | ---------------------------- | ---------------------------- | ---------------------------- | ---------------------------- | ---------------------------- | ----------------------------------------------- | ----------------------------------------------- | ----------------------------------------------- | ----------------------------------------------- | ----------------------------------------------- | ------------------------- | ------------------------- | ------------------------- | ------------------------- | ------------------------- |
| Maximal zulässige Vignettierung [Blendenwerte] | APS-C                        | KB                           | 4"x5"                        | 8"x10"                       | A0                           | APS-C                                           | KB                                              | 4"x5"                                           | 8"x10"                                          | A0                                              | APS-C                     | KB                        | 4"x5"                     | 8"x10"                    | A0                        |
| 4                                              | 7,7                          | 12,5                         | 47                           | 94                           | 420                          | 88                                              | 112                                             | 217                                             | 306                                             | 650                                             | 1:150                     | 1:195                     | 1:375                     | 1:530                     | 1:1100                    |
| 3                                              | 10                           | 16                           | 60                           | 120                          | 540                          | 100                                             | 125                                             | 245                                             | 350                                             | 730                                             | 1:135                     | 1:170                     | 1:330                     | 1:470                     | 1:1000                    |
| 2                                              | 13,5                         | 21,5                         | 80                           | 160                          | 730                          | 115                                             | 150                                             | 285                                             | 400                                             | 850                                             | 1:115                     | 1:147                     | 1:285                     | 1:400                     | 1:850                     |
| 1,5                                            | 16                           | 26                           | 98                           | 197                          | 880                          | 127                                             | 160                                             | 315                                             | 445                                             | 940                                             | 1:105                     | 1:135                     | 1:260                     | 1:360                     | 1:780                     |
| 1                                              | 20,7                         | 33,5                         | 126                          | 253                          | 1130                         | 144                                             | 183                                             | 355                                             | 500                                             | 1060                                            | 1:93                      | 1:118                     | 1:230                     | 1:324                     | 1:680                     |

Für akzeptable Bildschärfen sind große Bildgrößen notwendig (typischerweise über drei Quadratmeter). Beim Arbeiten im Superweitwinkelbereich muss eine starke Vignettierung hingenommen werden. Die Blendenöffnung muss sich in einer möglichst dünnen Folie befinden, damit zusätzliche Vignettierungen und Ghosting vermieden werden.

## Vergleich zur fokussierenden Kamera

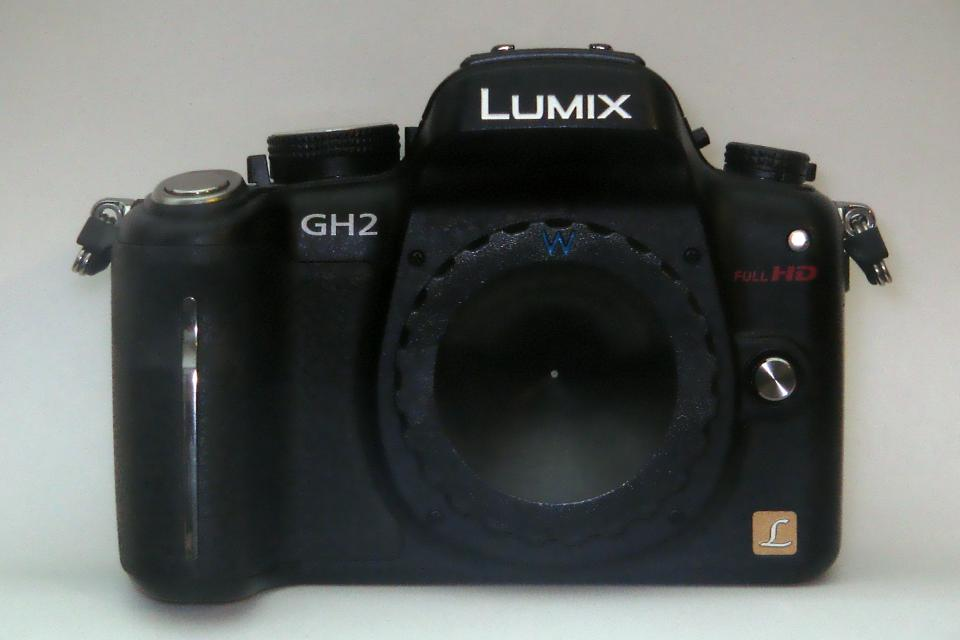
Digitale Lochkamera: Systemkamera mit innenliegendem Kunststoffkonus und Bajonettanschluss.
Die Lochblende befindet sich mittig im Konus und besteht aus einer silberfarbenen Metallfolie mit einem geätzten Lochdurchmesser von 0,1 mm Durchmesser und einer Bildweite 11 mm.

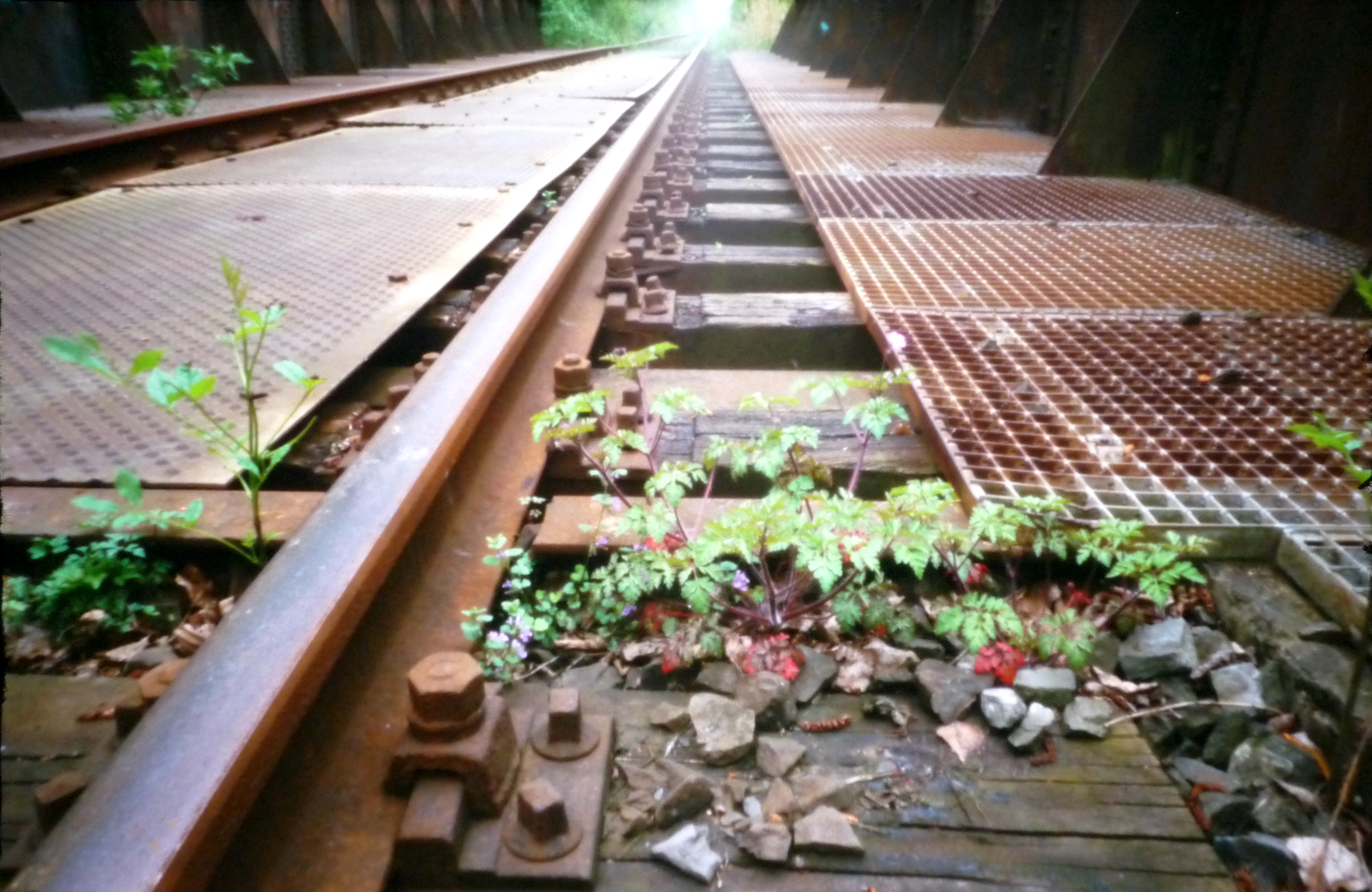
Reproduktion einer Lochkamera-Aufnahme: Aufgenommen mit einer Pappkamera auf Kodak-Diafilm, 9 cm × 6 cm, Belichtungszeit ca. 180 sec

Im Vergleich zu denen einer fokussierenden Kamera sind die Bilder einer Lochkamera
- frei von Verzeichnungen, die Projektion ist üblicherweise eine gnomonische Projektion, bei gebogenen Filmhalterungen sind auch Zylinderprojektionen möglich
- frei von chromatischer Aberration,
- frei von Astigmatismus, Koma, sphärischer Aberration und Bildfeldwölbung,
- weist im Vergleich zu retrofokalen Weitwinkelobjektiven eine starke Vignettierung (cos4) auf
- auf Grund auch bildseitig großer Schärfentiefe kann die Bildebene theoretisch beliebig gekrümmt werden, damit sind andere Projektionen (Zylinder-, elliptische, parabolische, hyperbolische) möglich, wenn der Sensor es zulässt.

Die Bilder sind wesentlich unschärfer als die einer fokussierenden Kamera. Gleichauf oder überlegen ist eine
Lochkamera nur in extremen Grenzbereichen, wenn der Abbildungsmaßstab des Motivs innerhalb eines Bildes
extrem stark differiert (z. B. von 1:0 (∞) bis 1:1 (Makro)).
Folgende Werte sind mit einer konventionellen Kamera erreichbar:
- APS-C-Sensor, f = b = 10 mm, fokussierenden Kamera mit Blende 22
  - Schärfentiefe bei ∞-Einstellung und Lochkamera-Schärfe: 2 cm bis ∞
  - Schärfentiefe bei hyperfokaler Einstellung und Lochkamera-Schärfe: 1 cm bis ∞
- 8"×10"-Fotomaterial, f = b = 120 mm, fokussierenden Kamera mit Blende 64
  - Schärfentiefe bei ∞-Einstellung und Lochkamera-Schärfe: 38 cm bis ∞
  - Schärfentiefe bei hyperfokaler Einstellung und Lochkamera-Schärfe: 19 cm bis ∞

Erst wenn deutlich mehr Schärfentiefe erforderlich ist, ist eine (große) Lochkamera neben vielen anderen Möglichkeiten eine mögliche Option.

## Experimente
Das Funktionsprinzip einer Lochkamera sowie die Lichtausbreitung lassen sich gut mit einfachen, auch für Kinder geeigneten Experimenten verdeutlichen. Lochkameras lassen sich aus Streichholzschachteln, Getränke- oder Keksdosen bauen – aber selbst Wassertonnen oder Baucontainer kommen in Frage.

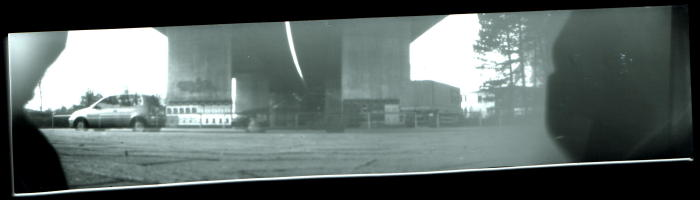
Foto, aufgenommen mit einer Lochkamera aus Beton

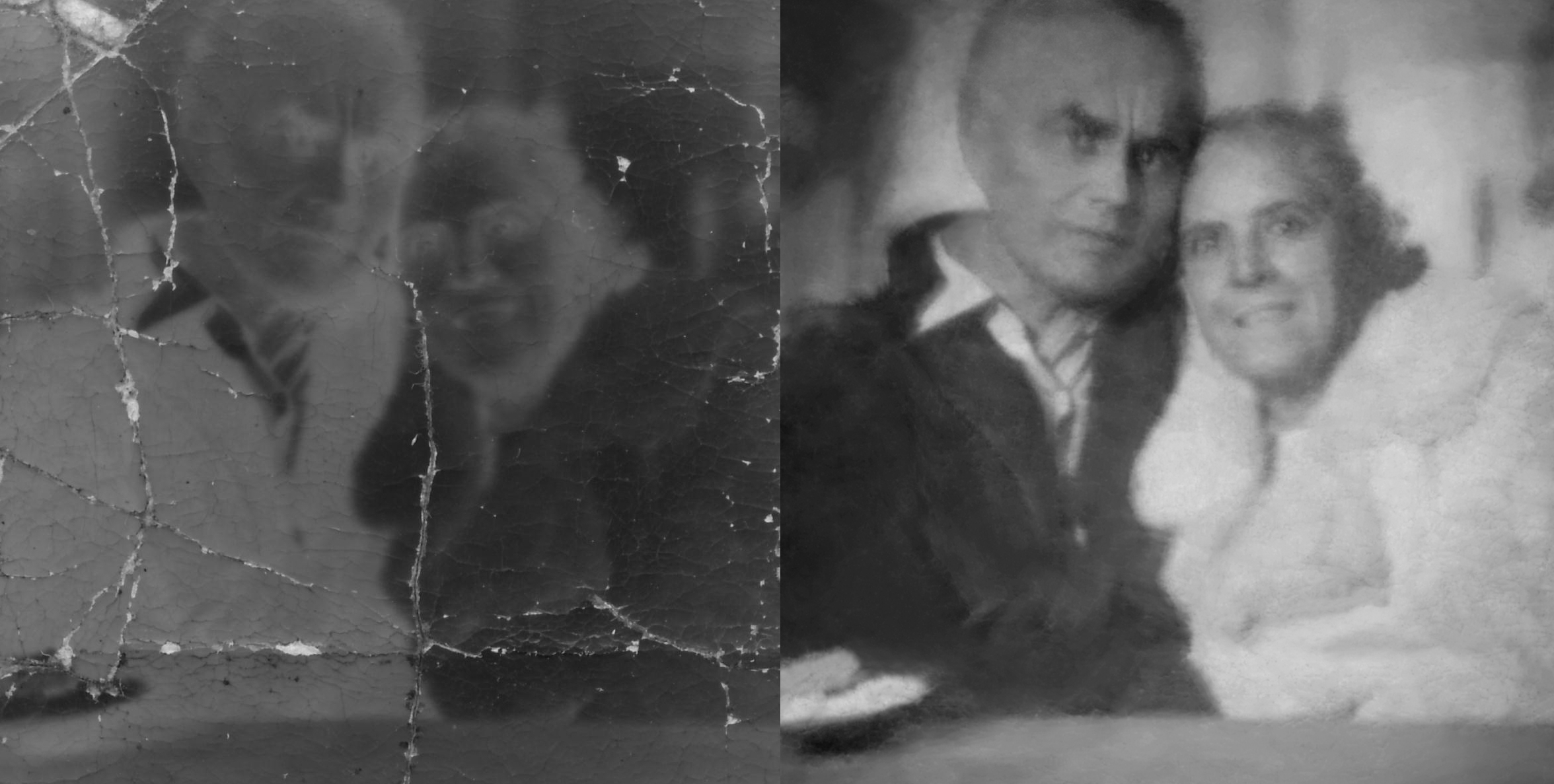
Original-Portraitfoto: Links das 1951 mittels Lochkamera erstellte Original, das nach Anleitung aus einem Photobaukasten für Schüler zusammengesetzt wurde. Rechts die spätere Bildrestauration.

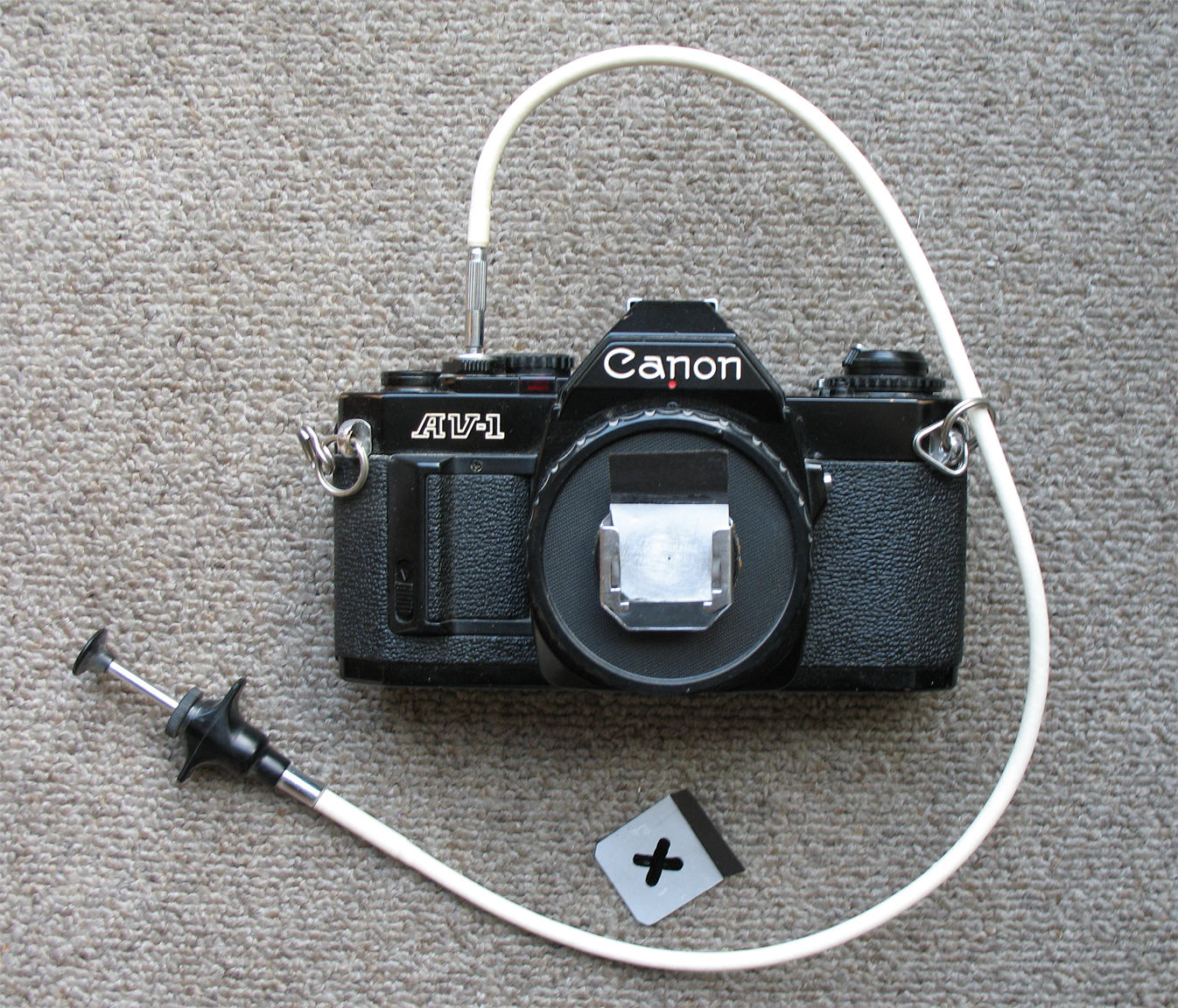
Canon AV 1, zur Lochkamera umgebaut

Zum Beispiel kann eine Kiste oder Dose innen matt geschwärzt und an einer Seite mit einem 0,1 bis 0,5 mm großen Loch versehen werden. Ist die Lochkamera zum Betrachten von Bildern gedacht, so ist die Rückseite eine Mattscheibe (Transparentpapier), die durch eine Röhre oder ein Tuch vor Streulicht geschützt ist.
Man kann mit einem solchen Behälter aber auch wirklich fotografieren. Dazu wird bei absoluter Dunkelheit ein Film oder anderes lichtempfindliches Material auf der dem Loch gegenüberliegenden Innenwand fixiert und das Loch dann dicht verschlossen. Anschließend wird bei Helligkeit das Motiv gewählt, der Verschluss geöffnet und nach Ende der Belichtungszeit wieder verschlossen. Die Dauer der Belichtung ist (wie bei der herkömmlichen Fotografie) von vielen Faktoren abhängig: der vorhandenen Lichtintensität, der Größe des Lochs, der Bewegung des Motivs; sie kann zwischen einer Sekunde und mehreren Monaten betragen. Bei der Entwicklung des Films entsteht ein Negativ, das gegebenenfalls durch eine Kontaktkopie zu einem Positiv verarbeitet werden kann. Für ein gutes Ergebnis ist eine exakte Rundung des Lochs wichtig. Ausgefranste Lochränder verstärken die oben beschriebene Lichtbeugung und führen zu unscharfen Bildern. Da bei größeren Bildwinkeln die Ränder des Negativs deutlich weniger Licht erhalten, bleiben sie (bei gleicher Helligkeit des Objektes) heller; das Positiv wird am Rande also dunkler. Wenn dieser Randlichtabfall unerwünscht ist, muss man beim Umkopieren durch manuelles Abwedeln für eine gleichmäßige Belichtung sorgen.
Reale Lochblenden weisen auch eine Vignettierung auf, die den Bildkreis begrenzt, denn die Löcher sind niemals vollkommen flach, sondern eigentlich Rohre, deren Länge der Dicke der Blende entspricht. Man kann die Vignettierung minimieren, indem man die Dicke der Blende im Bereich des Lochs – z. B. durch Abschleifen – möglichst klein im Verhältnis zum Lochdurchmesser macht.
Eine weitere Möglichkeit, sich eine Lochkamera selbst zu schaffen, besteht im einfachen Umbau eines Fotoapparates. Dieser muss dazu lediglich über eine Wechseloptik verfügen, damit man das Objektiv vollständig entfernen kann, sowie eine Auslösemöglichkeit, bei der der Verschluss sich beliebig lange offenhalten lässt. Die Optik wird entfernt und durch eine Blindkappe ersetzt, die mit einer entsprechenden Bohrung versehen wird. Optimal ist ein kleiner Vorsatzhalter für verschiedene Lochblenden. Diese Konstruktion bietet den Vorteil, dass man mehr als nur einen „Schuss“ hat und den eingelegten Film (schwarz/weiß oder farbig) hinterher zum Entwickeln abgeben kann, also keine Dunkelkammer oder sonstiges Zubehör benötigt.

### Digitale Lochkamera-Fotografie
Digitalkameras mit Wechselobjektiven können ebenfalls als Lochkamera eingesetzt werden. Vorteilhaft ist, dass Digitalkameras den Schwarzschild-Effekt nicht kennen, so dass keine Belichtungsunsicherheiten durch die sehr langen Belichtungszeiten auftreten. Darüber hinaus ist die richtige Belichtung nach der Aufnahme auf dem Kameramonitor überprüfbar, so dass das Einmessen sehr einfach und schnell möglich ist. Durch die sehr langen Belichtungszeiten ist durch Sensorerwärmung unter Umständen mit erhöhtem Bildrauschen zu rechnen, auch können Hotpixel deutlicher in Erscheinung treten.
Die Belichtungszeiten für unterschiedlichste Beleuchtungssituation können wie bei der Fotografie auf Film empirisch oder mit einem Handbelichtungsmesser ermittelt und in Tabellen festgehalten werden. Bei hinreichend empfindlichen digitalen Kameras kann auch der kamerainterne Belichtungsmesser verwendet beziehungsweise im Live-View-Modus ein Histogramm mit der Helligkeitsverteilung im Bild angezeigt werden.
Bei der Verwendung von Spiegelreflexkameras ist der Abstand zwischen Lochblende und Aufnahmesensor begrenzt: Der schwingende Spiegel benötigt Platz, so dass die minimale Bildweite ca. 42 bis 44 mm beträgt. Der resultierende Lochdurchmesser (bei üblichen Kleinbild-Sensoren) beträgt ca. 0,2 mm. Bei spiegellosen Kamerasystemen kann die Blende sogar innerhalb des Kameragehäuses liegen, so dass ein verhältnismäßig großer Bildwinkel mit erheblich geringerer Bildweite erreicht werden kann. Bei Systemkameras mit Live-View und entsprechender Anpassung der Wiedergabehelligkeit kann das Bild trotz der geringen Lichtstärke der Lochblende unmittelbar im elektronischen Sucher oder auf dem Bildschirm betrachtet werden. Ferner können damit auch Lochblenden-Videoaufnahmen hergestellt werden.
Grundsätzlich sind auch Blitzlichtaufnahmen möglich. Dabei werden aber, wegen des kleinen Öffnungsverhältnisses des Aufnahmeloches, sehr hohe Leistungen benötigt, die oft nur von Studio-Blitzgeräten bereitgestellt werden können.
Neben dem Eigenbau sind mittlerweile einige kommerzielle Lochobjektive erhältlich.

Aufnahmen mit einer digitalen Lochkamera mit einer Bildweite von 11 mm, einer Blendenzahl von 128 und einem Blendendurchmesser von 0,1 mm
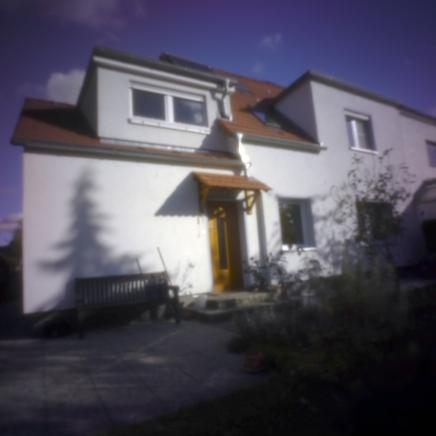
Ein mit der digitalen Lochkamera aufgenommenes Haus
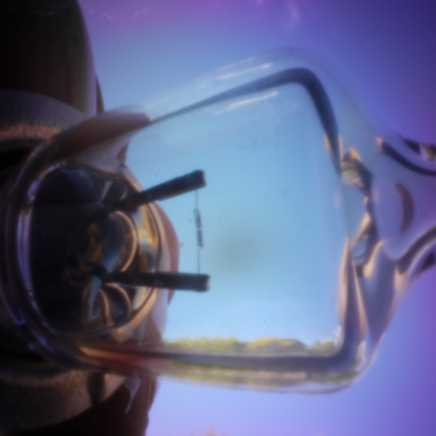
Aufnahme einer Fahrradlampe mit einem Abbildungsmaßstab von größer als eins

## Technische Aspekte
Interessante technische Aspekte weist eine Lochbildkamera in folgenden Bereichen auf:
- Große Schärfentiefe
- Superweitwinkel-Aufnahmen
- Langzeitbelichtung
- Kamera mit einfachen Mitteln selbst zusammenbauen

Sehr große Schärfentiefe ist allerdings auch erreichbar
- mit Superweitwinkeloptiken an DSLRs (APS-C, f = 10 mm, Blende 22)
  - dF / 1500: 12 cm bis ∞
  - dF / 150: 1,5 cm bis ∞
- mit Kompaktkameras (1/2,3", f = 4 mm, Blende 8)
  - dF / 1500: 20 cm bis ∞
  - dF / 150: 2,2 cm bis ∞

und für die meisten Zwecke (auch für die Aufnahme der stillgelegten Eisenbahnbrücke) ausreichend.
Langzeitbelichtung ist möglich durch
- Graufilter
- Mehrfachbelichtung und Summation oder Verrechnung

## Künstlerische Aspekte
Bestimmte Eigenschaften der Lochkamera-Fotografie haben Künstler besonders fasziniert. Dazu gehört die grafisch-flächige Wirkung solcher Fotografien: Durch die gleichmäßig über das Bild verteilte Schärfentiefe tritt die räumliche Wahrnehmung des Objekts zurück – alles wirkt von vorn bis hinten gleichmäßig unscharf.
Ein weiterer Aspekt ist, dass sich schnell durch das Bild bewegende Objekte bei langen Belichtungszeiten nicht mehr auf dem Foto wiederfinden: Somit ist es zum Beispiel möglich, den Markusplatz in Venedig oder den Stachus in München völlig ohne Menschen oder Fahrzeuge abzulichten. Dafür sind diese Bildelemente allerdings mit einem Schleier überzogen.
Andererseits muss eine Landschaftsaufnahme möglichst bei völliger Windstille erfolgen, wenn Verwischungen in den Ästen der Bäume vermieden werden sollen.
Der Effekt der Mehrfachbelichtung kann gerade bei Porträtaufnahmen gewünscht sein; es verleiht diesen Aufnahmen eine besondere Lebendigkeit.

### Deutsch
- Thomas Bachler: Arbeiten mit der Camera obscura. Lindemanns, Stuttgart 2001, ISBN 3-89506-222-7
- Reinhard Merz und Dieter Findeisen: Fotografieren mit der selbstgebauten Lochkamera. Augustus, Augsburg 1997, ISBN 3-8043-5112-3
- Peter Olpe: Die Lochkamera. Funktion und Selbstbau. Lindemanns, Stuttgart 1995, ISBN 3-928126-62-8
- Ulrich Clamor Schmidt-Ploch. Die Lochkamera - Abbildungsoptimierung, Physikalische Hintergründe. Books on Demand, Norderstedt 2001, ISBN 3-8311-1261-4

### Englisch
- John Warren Oakes: Minimal Aperture Photography Using Pinhole Cameras. Univ. Pr. of America, Lanham 1986, ISBN 0-8191-5370-2
- Eric Renner: „Pinhole Photography – Rediscovering a Historic Technique“, Third Edition, Focal Press (Elsevier Inc.) 2004, ISBN 0-240-80573-9

### Bauanleitungen
- Ausschneidebogen für eine Lochkamera mit Kleinbildfilm
- Selbstbau einer Panoramalochkamera, Lochblende brennen
- Lochkamera-Bauanleitung von Manfred Baierl
- Lochkamera mit einfachen Mitteln bauen als Demonstrationsmodelle für den Schulunterricht aus Recyclingmaterial